# Anatol Larukou

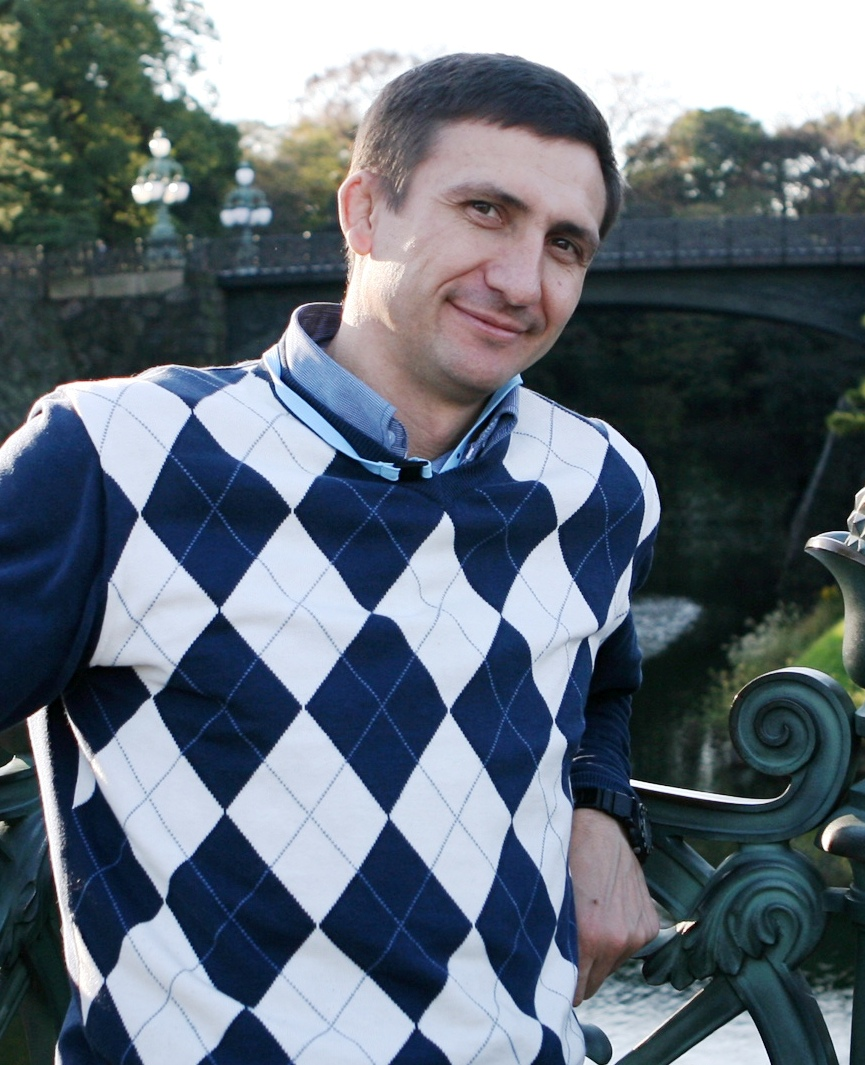
Anatol Larukou (2009)

Anatol Larukou, belarussisch Анатоль Уладзіміравіч Ларукоў, oder Anatoli Wladimirowitsch Larjukow, russisch Анатолий Владимирович Ларюков, (* 28. Oktober 1970 in Wladikawkas) ist ein ehemaliger Judoka, der im Leichtgewicht antrat. Er startete zu Beginn seiner Karriere für die Sowjetunion, dann bis Anfang 1999 für Russland und ab 1999 für Belarus. 2000 war er der erste Judoka, der eine olympische Medaille für Belarus gewann. 

## Sportliche Karriere
Larjukow war 1990, für die Sowjetunion startend, Junioreneuropameister. 1996 belegte er mit der russischen Mannschaft den dritten Platz bei den Mannschaftseuropameisterschaften. Ende 1996 gewann er in Perm den russischen Meistertitel. Bei den Europameisterschaften 1997 in Ostende erreichte er das Finale, das er gegen den Georgier Giorgi Wasagaschwili verlor. 1998 belegte er mit der russischen Mannschaft den dritten Platz bei den Mannschaftsweltmeisterschaften. Bei den russischen Meisterschaften unterlag er 1997 und 1998 im Finale jeweils gegen Witali Makarow. 
Im Sommer 1999 gewann Larukou das Weltcupturnier in seiner neuen Heimatstadt Minsk, wo er für RTsFVS Minsk antrat. Bei den Weltmeisterschaften 1999 belegte er den siebten Platz. Bei den Olympischen Spielen 2000 gewann Larukou seine ersten drei Kämpfe. Im Halbfinale verlor er gegen den späteren Olympiasieger Giuseppe Maddaloni, den Kampf um Bronze gewann er gegen den US-Judoka Jimmy Pedro.
Bei den Europameisterschaften 2002 in Marinor gewann er das Halbfinale gegen den Letten Vsevolods Zeļonijs und das Finale gegen den Georgier Dawit Kewchischwili. Die belarussische Mannschaft erkämpfte in Maribor die Silbermedaille hinter den Georgiern. 2003 verlor Larukou bei den Europameisterschaften im Viertelfinale gegen den Ukrainer Hennadij Bilodid, kämpfte sich danach aber zur Bronzemedaille durch. Bei den Olympischen Spielen 2004 unterlag Larukou dem späteren Olympiasieger Lee Won-hee aus Südkorea und verlor in der Hoffnungsrunde gegen Jimmy Pedro.
Nach dem Ende seiner Karriere war Larukou als Judotrainer tätig. 